# تپه چغاناصر
تپه چغا ناصر مربوط به دوره ساسانیان - اوایل دوران‌های تاریخی پس از اسلام است و در شهرستان اسلام‌آباد غرب، بخش حمیل، ۳/۸ کیلومتری شرق شهر حمیل، ۲۰۰ متری شمال جاده اسلام‌آباد به پلدختر واقع شده و این اثر در تاریخ ۱۴ اسفند ۱۳۸۵ با شمارهٔ ثبت ۱۷۸۵۸ به‌عنوان یکی از آثار ملی ایران به ثبت رسیده است.